# Nicola Sabbatini

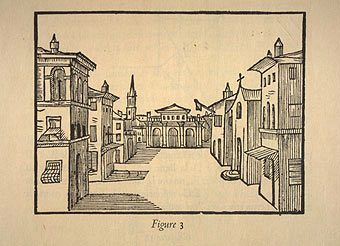
Disegno prospettico di un palcoscenico complesso, dalla copertina del libro di Sabbatini, 1638

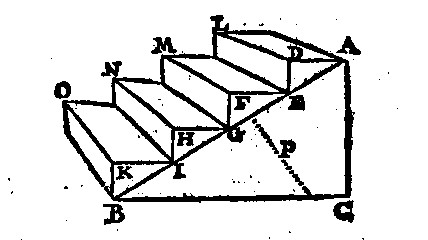
Xilografia che mostra come costruire l'inclinazione dei posti a sedere a teatro, 1638

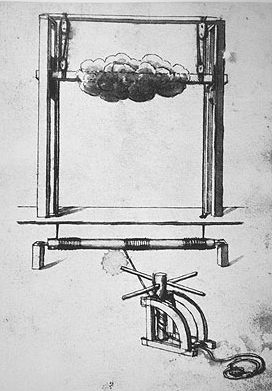
Progetto di Sabbatini per una macchina di scena che riproduce le nubi in movimento sul palcoscenico, 1638

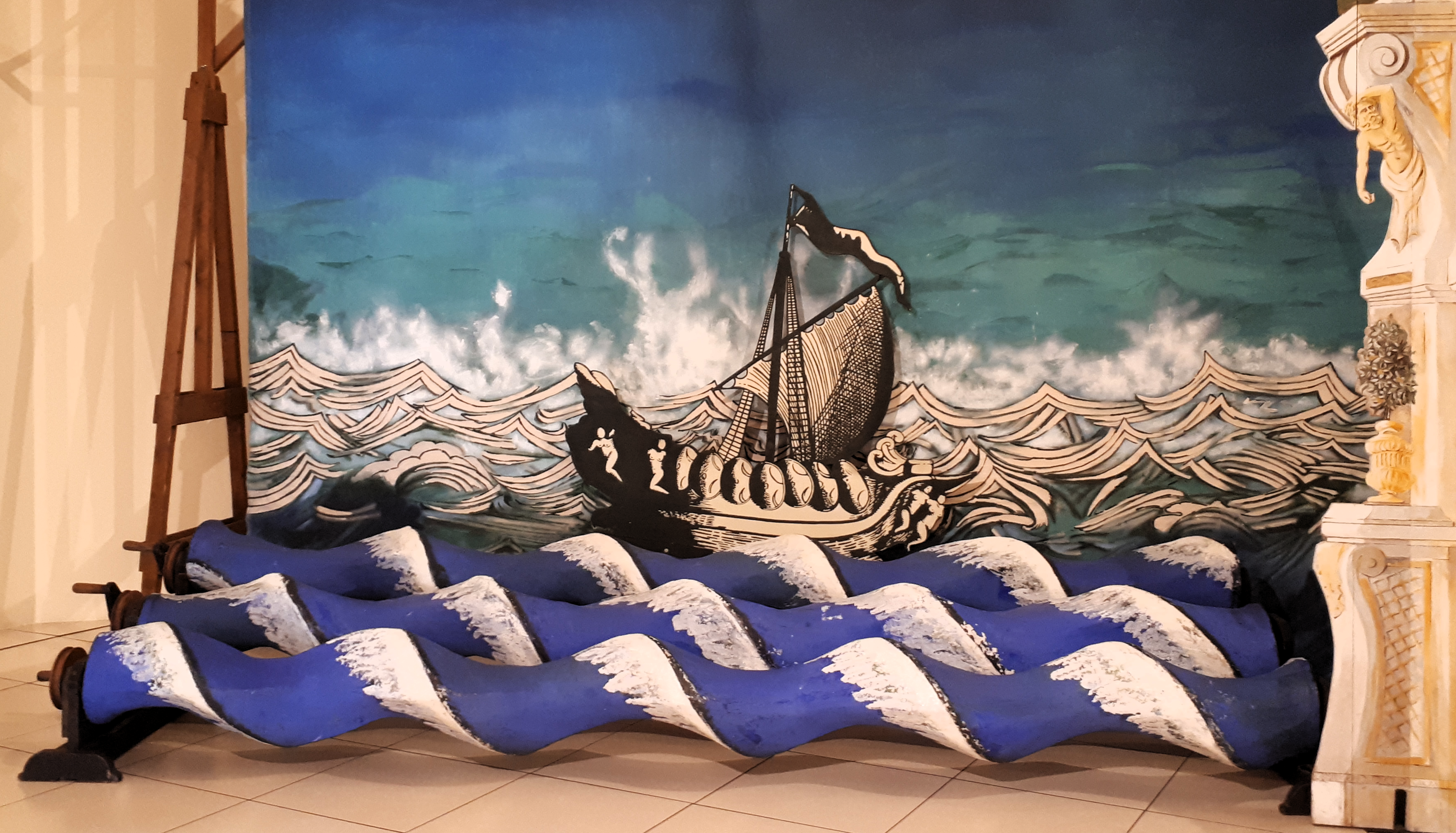
Mare di onde di Nicola Sabbatini

Nicola Sabbatini (anche noto come Niccolò Sabbatini, Nicola Sabbattini) (Pesaro, 1574 – 1654) è stato un architetto e scenografo italiano del Rinascimento.

## Biografia
Estremamente influente nella propria epoca per il pionierismo e le progettazioni ingegnose di teatri, ambientazioni scenografiche, luci e di macchine di scena. Lavorando alla corte del Ducato di Urbino, fu fra i primi progettisti di macchine sofisticate che creavano effetti visivi e sonori realistici che imitavano il mare, i temporali, il tuono, i fulmini, il fuoco, l'inferno, gli dei volanti e le nubi, ecc.
Scrisse uno dei libri più importanti sul modo di costruire ed utilizzare vari dispositivi, scenari e macchine di scena: Pratica di fabricar scene e machine ne' teatri, che fu pubblicato nel 1638.
Anche l'architettura interna dei teatri fu fortemente influenzata da Sabbatini.
Sabbatini sviluppò e descrisse un certo numero di nuove tecniche di illuminazione del palcoscenico, ad esempio la regolazione della luminosità fino ad oscurare l'intera scena, i riflettori orientabili per illuminare determinate parti del palcoscenico (si crede che abbia inventato il primo riflettore orientabile fissando un catino lucidato dietro una fonte di luce) e parecchie altre, essendo così realmente, insieme a Sebastiano Serlio (1475-1554) ed a Leone de' Sommi, uno dei creatori dell'illuminazione del palcoscenico per scopi drammatici, compresi i cambiamenti di illuminazione da copione in sincronizzazione con lo spettacolo o l'opera. Fu inoltre il primo ad utilizzare le lanterne magiche per proiettare immagini spettrali sul palcoscenico e a creare un certo numero di strumenti per effetti  acustici, come la "scatola del tuono", un aggeggio che utilizzava pesanti sfere di ferro (15 chilogrammi) o di pietra che rotolavano giù da un paio di scale di legno quando l'effetto era richiesto.
Sabbatini imparò le teorie sulla prospettiva dal matematico e filosofo Guido Ubaldi, che le pubblicò nel suo Perspectivae Libri VI a Pisa in 1600. Chiestogli di progettare le macchine per gli ambienti e per il palcoscenico nel 1637 per uno spettacolo al Teatro del Sole a Pesaro, usò quelle conoscenze per realizzare gli effetti di prospettiva.
Fra le sue molte invenzioni destinate alla creazione di effetti da palcoscenico più realistici sviluppò modi di cambiare rapidamente gli scenari dipinti, usando diversi metodi:
- Quinte d'angolo: pannelli piani ai lati del palcoscenico che venivano voltati come le pagine di un libro;
- Periaktoi: pannelli dipinti di elementi verticali a sezione triangolare che venivano fatti girare sul proprio asse;
- Ante scorrevoli: venivano spostate lungo scanalature del pavimento del palcoscenico;
- Fondali a rullo: la scena veniva srotolata dall'alto, davanti a quella precedente;
- Saracinesche: gli scenari venivano sollevati rapidamente da sotto il palcoscenico per mezzo di contrappesi.

Queste innovazioni creavano effetti illusionistici che all'epoca producevano meraviglia e che divennero noti come scènes á l'italienne.
Nelle sue ricerche sulla prospettiva scenografica, definì il cosiddetto œil du prince ("l'occhio del principe"), come il posto ideale tra il pubblico del teatro che permette la migliore prospettiva possibile sulle scene. In un capitolo del suo libro, descrive "come disporre il principe", dove "tutti gli oggetti nella scena compaiono meglio ... che da qualunque altro posto". È situato approssimativamente nel mezzo della settima fila ed è un posto molto ambito.
Oltre ai suoi importante lavori nell'ingegneria teatrale da palcoscenico, Sabbatini partecipò come architetto e decoratore alla realizzazione di vari edifici di Pesaro, come il Palazzo Ducale, costruito dal duca Francesco Maria II di Urbino. Progettò e costruì all'interno di questa costruzione il Vecchio Teatro di Corte, che successivamente fu demolito. In seguito, fu incaricato da un gruppo di cittadini di Pesaro di costruire il nuovo Teatro del Sole, che fu inaugurato nel 1637. Sabbatini fu coinvolto nel progetto del nuovo porto di Pesaro e contribuì ad alcune opere d'arte, come alla progettazione di tre articolati pannelli dipinti da Giovan Giacomo Pandolfi nell'oratorio del Santissimo Nome di Dio, anch'esso a Pesaro.
Per la sua importanza storica, è l'unico Sabbatini che sia mai comparso nell'Enciclopedia Britannica.

## Opere
- Nicola Sabbatini, Pratica di fabricar scene e macchine ne' teatri, Ravenna, per Pietro de' Paoli, e Gio. Battista Giouannelli stampatori camerali, 1638. URL consultato il 21 febbraio 2020.